# Erregungsübertragung
Als Erregungsübertragung wird in der Physiologie die Übertragung der Erregung einer Zelle auf eine andere Zelle bezeichnet. Elektrophysiologisch erregbar sind nur Nervenzellen und Muskelzellen, sie können ein Aktionspotential bilden und diese Erregung leiten. Die Übertragung geschieht durch Synapsen, wobei prinzipiell zwei Formen unterschieden werden: chemische und elektrische.
Zwischen Nervenzellen wird eine Erregung meistenfalls über chemische Synapsen übertragen (Transmission). Eine Zelle steht hierbei nicht in unmittelbarem Kontakt zu einer anderen, sondern benutzt an präsynaptischen Endigungen bei Erregung einen chemischen Botenstoff, Neurotransmitter genannt, der von der anderen Zelle erkannt wird und ein Signal übermittelt. Das ermöglicht unter anderem eine Modifikation des übertragenen Signals und damit auch hemmende inhibitorische Synapsen neben den eine Erregung der nachgeschalteten Zelle fördernden exzitatorischen. Zwischen Muskelzellen sind dagegen elektrische Synapsen nicht selten, durch die Zellen unmittelbar miteinander verbunden sind (gap junctions), sodass an diesen Kontaktstellen die wenig veränderte Weitergabe einer Erregung auf eine andere Zelle beziehungsweise auch auf mehrere Muskelzellen – wie beispielsweise im Herzmuskel – möglich ist.

## Grundlagen
Jede Zelle hat eine Membran und jede lebende Zelle ein sogenanntes Membranpotential. Die Zellmembran ist die Grenze, an der eine Zelle ihr Verhältnis zur Umgebung bestimmt, Abschluss hat, Anschluss gewinnt, Einschlüsse bildet und Ausschlüsse vornimmt. Auf diese Weise wird innerhalb des membranumschlossenen Raums ein anderes Milieu hergestellt als außerhalb. Insbesondere gilt dies für den Gehalt an Salzen bzw. deren gelöste geladene Teilchen, die im elektrischen Feld wandernden Ionen. Die Ionenkonzentrationen im Zellinneren können über kontrollierte Durchlässe und Durchführungen in der Membran – passive Ionenkanäle oder aktive Ionenpumpen – vornehmlich für kleine Kationen (Na+, K+, Ca2+) auf den passenden Gehalt eingestellt werden. Einzellige Lebensformen bewahren derart unter veränderten osmotischen Bedingungen im umgebenden Medium ihre (pralle) Form, ohne zu platzen oder zu schrumpfen.
Die unterschiedliche Verteilung von geladenen Teilchen im äußeren und im inneren Milieu erzeugt eine Potentialdifferenz, die über die Membran gemessen als elektrische Spannung anliegt und zu einem Ausgleichstrom führt, wenn die beiden Räume diesseits und jenseits der Membran z. B. über Elektroden kurzgeschlossen werden. Der Potentialunterschied hat bei den meisten Zellen in Ruhe unter festliegenden Außenbedingungen einen charakteristischen Wert; dieses Ruhemembranpotential verändert sich dann, wenn sich die Eigenschaften der Membran ändern und ihre Durchlässigkeit anders wird, sodass Ionenströme durch Membranöffnungen fließen.
Nur bei Nervenzellen und Muskelzellen findet sich jedoch das Phänomen, dass Veränderungen des Membranpotentials nicht gleich wieder ausgeglichen werden, sondern durch spannungsgesteuerte Ionenkanäle ab einer gewissen Schwelle sogar gesteigert, aufgebaut, ausgebaut und mit typischer Form ausgebildet werden können, ihrem Aktionspotential. Diese Zellen sind erregbar,
- an ihnen lassen sich als Antwort auf Reize oder Signale charakteristische Veränderungen ihres Membranpotentials hervorrufen (Überführung in Signale elektrischer Form (Transduktion) bzw. Erregungsbildung),
- sie können diese Potentialveränderungen über ihre Membran zudem weiterleiten, bei längeren Distanzen als Reihe von Signalen gleicher Form (Umformung analoger Signale in Serien uniformer Signale (Transformation) bzw. Erregungsleitung),
- und sie können schließlich diese Signale an andere Zellen übermitteln (Übermittlung von Signalen an Empfänger eventuell mittels Botenstoffen (Transmission) bzw. Erregungsübertragung).

Bei Nervenzellen wird die mögliche Erregungsübertragung zur Grundlage ihrer Funktion.
Jeweils als Erregung von Nervenzellen abgebildet, haben aufgenommene Reize unterschiedlicher physikalischer Energie nun alle die gleiche energetische Form, in der sie zueinander in ein Verhältnis gesetzt und durch die Beziehungen von Nervenzellen auf andere Nervenzellen verglichen, differenziert und integriert werden können.

## Von Nervenzelle zu Nervenzelle
Über die Membran des Zellfortsatzes einer Nervenzelle kann ihre Erregung als Serie von Aktionspotentialen auch über lange Strecken fortgeleitet werden, mit recht unterschiedlicher Leitungsgeschwindigkeit von Nervenfasern, je nachdem wie der Neurit als Axon von Gliazellen umhüllt ist. Meist gibt ein Axon Seitenzweige ab (Axonkollateralen) oder verästelt sich (Telodendron) und hat an seinen oft zahlreichen Enden Verdickungen (Endknöpfchen, boutons terminaux), manchmal auch solche unterwegs (boutons en passant), an denen die Erregung von einer auf eine andere Nervenzelle übertragen werden kann und so häufig auf mehrere verschiedene (Divergenz).
An den Endigungen findet die Übertragung der Erregung einer Nervenzelle auf eine andere Nervenzelle allermeist durch chemische Synapsen statt. Das terminale Axon ist dafür als präsynaptische Membranregion ausgebildet, der die postsynaptische Membranregion einer anderen Zelle gegenübersteht, getrennt durch einen schmalen synaptischen Spalt, der mithilfe eines Transmitters als Botenstoff überbrückt wird. Im Unterschied zu der – zwischen Nervenzellen seltenen – Erregungsübertragung durch elektrische Synapsen, die ein Signal kaum verändert weiterzugeben erlauben, ist die Erregungsübertragung mittels chemischer Transmission aus synaptischen Vesikeln ein Prozess, der mehrere Teilschritte umfasst und damit an verschiedenen Stellen die Möglichkeit bietet, die Signalübermittlung zu verändern. Hierbei sind sowohl einschränkende Abänderungen (Modifikation) als auch erweiternde Anpassungen (Modulation) möglich.
Als Neurotransmitter werden unterschiedliche Botenstoffe eingesetzt – wie danach Synapsen als cholinerge, adrenerge, dopaminerge, serotoninerge, glycinerge, glutamaterge, GABA-erge, peptiderge und andere unterschieden –  und können auch kombiniert mit weiteren Botenstoffe auftreten, die als Ko-Transmitter zusätzliche Wirkungen vermitteln.

## Von Nervenzelle zu Muskelzelle
Zur Übertragung der Erregung von Nervenzellen auf Muskelfasern der (quergestreiften) Skelettmuskulatur
siehe Hauptartikel: Motorische Endplatte
Zur Übertragung der Erregung von Nervenzellen auf Muskelzellen der glatten Muskulatur von Hohlorganen
siehe Artikel: Glatte Muskulatur

## Von Muskelzelle zu Muskelzelle
Zur Übertragung der Erregung von Muskelzellen des Herzens auf andere Muskelzellen der (quergestreiften) Herzmuskulatur
siehe Hauptartikel: Erregungsleitungssystem
Zur Übertragung der Erregung von Muskelzellen anderer Hohlorgane auf Muskelzellen glatter Muskulatur desselben Organs
siehe Hauptartikel: Glatte Muskulatur